# MID都市開発
MID都市開発株式会社（エムアイディーとしかいはつ、英: MID Urban Development Co., Ltd.）は、大阪府大阪市北区に本社を置いていた日本の不動産会社である。
2005年（平成17年）に経営破綻した松下興産の不動産部門を前身とする。2009年（平成21年）以降は関西電力の子会社となり、2016年（平成28年）に関電不動産（現・関電不動産開発）に吸収合併され消滅した。
社名の「MID」とは Management, Investment, Development の略とされているが、松下興産時代には Matsushita Investment and Development の略であった。

## 沿革
1999年（平成11年）4月、松下興産が開発した和歌山マリーナシティの運営会社・和歌山ロイヤルパインズ株式会社として設立された。
松下グループの不動産会社であった松下興産は、自社開発したホテルや妙高パインバレーなどリゾートに対する過剰投資などから債務超過を脱することができず、2005年（平成17年）3月に筆頭株主のエートス・キャピタル主導により新旧分離処理が行われることとなった。事業のうち、オフィスビル事業など採算が見込まれる部門についてのみ譲渡を受けることになり、社名を和歌山ロイヤルパインズから「松下興産（2代目）」に変更。同年9月30日にはMID都市開発株式会社に商号変更した。松下興産（初代）は豊秀興産へ社名変更し、妙高パインバレーをアパグループに売却後、同年9月30日に特別清算開始決定を受け、事実上倒産した。
2006年（平成18年）2月、本社をそれまでの大阪府守口市から大阪市北区堂島のアクア堂島東館に移転。また、大阪圏のオフィスビルに重点投資するJ-REITであるMIDリート投資法人を設立。
2008年（平成20年）2月14日、東京証券取引所2部上場予定だったが、上場を延期。
2009年（平成21年）10月20日、エートス・キャピタルがそれまで8割程度保有していたMID都市開発の株式を、かんでんグループに売却する計画があると発表、翌2009年（平成21年）12月にMIDおよびその子会社（以下「MIDグループ」）は関西電力の連結子会社となった。
2015年（平成27年）、MIDリートの運用会社である「MIDリートマネジメント」の株式を三菱商事・ユービーエス・リアルティに譲渡（運用会社の商号は「MCUBS MidCity株式会社」、MIDリートの商号は「MCUBS MidCity投資法人」に変更された）。
2016年（平成28年）4月1日、関電不動産（現・関電不動産開発）に吸収合併され消滅した。

## 物件
近畿圏のオフィスビルを中心に、全国の不動産のマネジメントを行っている。
エリア別構成率
- 近畿　62％
- 関東　30％
- 北海道・東北　4％
- 九州　3％
- 中国・四国　1％

タイプ別構成率
- オフィス　64％
- リテール　29％
- その他　7％

## 開発戸建住宅地
- 東豊中プレミアム（東豊中第一団地戸建住宅街区、豊中市東豊中町6丁目、阪神電気鉄道不動産部・京阪電鉄不動産らと）
- ロジェアレーズ鴨子ヶ原（神戸市東灘区）
- 新富谷ガーデンシティ（宮城県富谷町）
- かがやきの丘南草津（滋賀県草津市）
- ロジェアレーズ多賀城東田中（宮城県多賀城市）
- 花屋敷荘園住宅地（兵庫県宝塚市）
- ロジェアレーズ宝塚中山（兵庫県宝塚市）
- パナタウン桜ヶ丘
- ナショナル住宅伊川谷宅地開発（神戸市）
- ガーデンシティ舞多聞「ロジェ・プラネの丘」（神戸市垂水区、新星和不動産と）
- ロジェアレーズ豊中岡町（大阪府豊中市）

## 関連企業
- MIDファシリティマネジメント（不動産総合管理、現 関電ファシリティーズ）
- MIDプロパティマネジメント（プロパティマネジメント、不動産コンサルティング、現 関電プロパティーズ）
- MIDリートマネジメント（不動産投資信託）

### かつての関連企業
- 松下興産（2005年に新旧分離の上、豊秀興産に商号変更。その後、特別清算）
- MIDツーリスト（旧・松下旅行、現・エムハートツーリスト　2006年11月より日本旅行グループ）
- MIDホールディングス（2007年4月、MID都市開発と合併、MIDグループ持株会社）
- MIDクリエイト（2007年8月、MIDプロパティマネジメントと合併、OBP内イベントホール管理）
- ロイヤルパインズ株式会社（2004年に松下興産から株式譲渡され、エートス・キャピタル直下となる。）